# Samson Agonistes

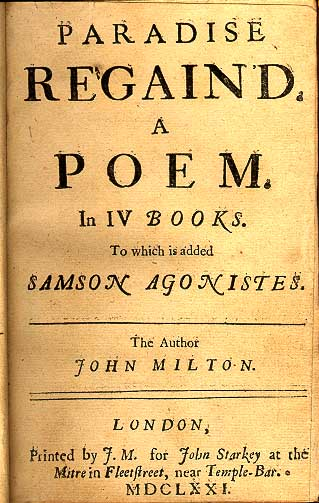
Titelpagina van de eerste uitgave

Samson Agonistes (Nederlands: "Simson de Strijder") is een tragisch drama geschreven door John Milton. Het stuk is bedoeld om te worden gelezen, niet voor het theater. Het verscheen voor het eerst in 1671 als toevoeging aan Miltons Paradise Regained, zoals valt op te maken uit het titelblad (zie hiernaast). Aangenomen wordt dat Milton rond dezelfde tijd begonnen is aan Samson Agonistes als aan Paradise Regained, maar dat Samson Agonistes pas na het langere werk afgerond werd, wellicht zelfs dicht tegen de datum van eerste druk aan, hoewel hier geen overeenstemming over bestaat.

## Achtergrond
Milton begon in de jaren veertig van de zeventiende eeuw aantekeningen te maken van onderwerpen voor tragedies. Veel van deze ideeën hadden Simson als onderwerp en kregen titels als Samson Pursophorus of Hybristes (Simson de Onruststoker of Simson de Gewelddadige), Samson marriing or in Ramath Lechi, en Dagonalia. De gekozen titel benadrukt Simson als een krijger of een atleet. Het stuk werd bij Paradise Regained gevoegd en gedrukt op 29 mei 1670 door John Starkey. De precieze datum van werk werd is onzeker: het kan een vroeg werk zijn, beïnvloed door Miltons ideeën over de burgeroorlog, of een later werk, vol wanhoop over de afloop ervan. Bewijzen voor de vroegere datering worden gevonden in zijn vroege werken en zijn geloof in revolutie. Bewijzen voor een latere datering brengen Samson Agonistes met zijn latere werken in verband waaronder Paradise Lost, en met zijn commentaren op de val van het Engelse Gemenebest.
Op de voorpagina staat vermeld dat het werk een 'dramatisch gedicht' is en geen drama. Milton had niet de wens dat het werk op het toneel zou worden uitgevoerd, maar was van mening dat ook zonder toneelopvoeringen het stuk mensen kon beïnvloeden. Hij hoopte dat, door Simson met eigenschappen van andere Bijbelse figuren te combineren, waaronder die van Job of David, hij de perfecte held kon creëren om complexe theologische thema's te behandelen.